# Cubano-brasileiro
Um cubano-brasileiro (em castelhano:  Cubanobrasileño) é um brasileiro de total, predominantemente ou parcial ascendência cubana ou um imigrante cubano no Brasil. Muitos cubanos são médicos trabalhando no norte e no nordeste do Brasil.